# David Brembly
David Brembly (* 10. Februar 1993 in Köln) ist ein Basketballspieler mit deutscher, polnischer und US-amerikanischer Staatsangehörigkeit. Brembly debütierte in der Polska Liga Koszykówki in Polen bei Trefl Sopot bei den Profis. In seiner ersten Erstliga-Saison in Deutschland wurde er für die deutsche Auswahl beim BBL All-Star Game 2015 nominiert. Der ehemalige Junioren-Nationalspieler gehörte dem Aufgebot der deutschen A2-Nationalmannschaft an.

## Karriere
Brembly, Sohn einer deutschen Mutter polnischer Abstammung und eines US-amerikanischen Vaters, begann in seiner Jugend in Berlin leistungsmäßig Basketball im Verein zu spielen, wo unter anderem Bill Borekambi zu seinen Mannschaftskameraden zählte. 2011 ging der Sohn einer polnischen Mutter nach Polen, wo er sich dem Erstliga-Rückkehrer Trefl aus Sopot anschloss. Hier spielte er in der zweiten Mannschaft und kam in der Saison 2011/12 zu zwei Kurzeinsätzen in der höchsten polnischen Spielklasse Polska Liga Koszykówki (PLK). Der Altmeister erreichte bei seiner Rückkehr auf Anhieb den Pokalsieg und die Vizemeisterschaft hinter dem Lokalrivalen Asseco Prokom Gdynia, der Jahre zuvor die damalige Meistermannschaft von Trefl übernommen hatte. In der folgenden Saison kam Brembly zu weiteren 13 Einsätzen in der höchsten Spielklasse und wurde im Sommer 2013 erstmals in einem Endrundenkader der deutschen Jugend-Auswahlmannschaften bei der U20-Europameisterschafts-Endrunde eingesetzt, bei der Deutschland nach Niederlagen in der Zwischenrunde nur noch das abschließende Platzierungsspiel um den elften Platz gewann. In der Saison 2013/14 war Brembly fester Bestandteil des Kaders von Trefl Sopot, bei denen er auf knapp elf Minuten Einsatzzeit pro Spiel in der PLK kam. Nachdem Trefl als Hauptrundenzweiter 2013 bereits in der ersten Play-off-Runde um die Meisterschaft ausgeschieden war, wurde man 2014 Dritter der polnischen Meisterschaft.
Für die Basketball-Bundesliga 2014/15 wurde Brembly vom deutschen Erstligisten Medi Bayreuth verpflichtet. Hier konnte er die Erwartungen übertreffen und wurde auf Anhieb für das Bundesliga-All-Star Game nominiert, bei dem er im Rahmenprogramm den Dreier-Wettbewerb gewann und den zweiten Platz im Slam-Dunk-Wettbewerb belegte. Im Juli 2015 erreichte Brembly mit der deutschen Studentennationalmannschaft das Endspiel der Sommer-Universiade 2015, das knapp verloren wurde.
Zur Saison 2015/16 wechselte Brembly von Bayreuth zu Ratiopharm Ulm. Nach einer Spielzeit verließ Brembly Ulm wieder und schloss sich den Eisbären Bremerhaven an. Im August 2016 zog er sich einen Mittelfußbruch zu, nachdem er dieselbe Verletzung bereits im April 2016 erlitten hatte. Das Spieljahr 2017/18 war das statistisch erfolgreichere seiner beiden in Bremerhaven: Brembly stand während jener Saison in 17 Bundesliga-Spielen auf dem Feld und erzielte im Schnitt 6,2 Punkte pro Partie. Im Juni 2018 wechselte er innerhalb der Bundesliga zum Mitteldeutschen BC. Nach einem Jahr beim MBC wurde er Anfang Juni 2019 als Neuzugang beim Bundesliga-Konkurrenten MHP Riesen Ludwigsburg vorgestellt, kehrte aber bereits Ende Oktober zum MBC zurück. Beim Saisonschlussturnier 2020, das aufgrund der Covid-19-Pandemie durchgeführt wurde, stand Brembly in Reihen der Crailsheim Merlins, in der folgenden Saison 2020/21 war er wieder MBC-Spieler.
Ende Februar 2021 wurde er vom polnischen Erstligisten BC Zielona Góra unter Vertrag genommen. Im Sommer 2022 nahm er ein Angebot von JDA Dijon (erste Liga Frankreich) an. Zur Saison 2022/23 kehrte Brembly nach Polen zurück. Im Mai 2024 erlitt er eine Verletzung und fiel anschließend monatelang aus.